# Jordan Kerby
Jordan Kerby (Hervey Bay, Australia, 15 de agosto de 1992) es un deportista neozelandés que compite en ciclismo en las modalidades de pista y ruta. Ganó dos medallas en el Campeonato Mundial de Ciclismo en Pista, oro en 2017 y plata en 2020.

## Medallero internacional
| Campeonato Mundial | Campeonato Mundial | Campeonato Mundial | Campeonato Mundial      |
| Año                | Lugar              | Medalla            | Competición             |
| ------------------ | ------------------ | ------------------ | ----------------------- |
| 2017               | Hong Kong (China)  | Medalla de oro     | Persecución individual  |
| 2020               | Berlín (Alemania)  | Medalla de plata   | Persecución por equipos |

## Palmarés
2012
- 1 etapa del Tour de Tailandia

2015
- 2.º en el Campeonato Oceánico en Ruta

2018
- 1 etapa del New Zealand Cycle Classic